# イングヴァール・カールソン
イングヴァール・カールソン（Ingvar Carlsson、1934年11月9日 - ）は、スウェーデンの政治家、元首相。ルンド大学出身者。

## 人物
イェーテボリ近郊のボロースで生まれる。ルンド大学で政治学を学ぶ。学生時代には、スウェーデン社会民主労働党学生クラブの議長を務め、ターゲ・エルランデルにその政治的力量を認められる。米国留学後の1965年、31歳で国会議員に初当選。1969年教育相に就任。1973年に住宅相、1982年には副首相に就任した。
1986年、オロフ・パルメの暗殺後、スウェーデン社会民主労働党の党首及び首相に就任した。1991年の総選挙では、1928年以来の得票率で大敗し、内閣総辞職し、ブルジョワ4党連合に政権を譲り渡す。1994年の総選挙では大勝し、再度首相に就任。1996年に、党首及び首相をヨーラン・ペーションに引き継いだ。